# Coriaria pteridoides
Coriaria pteridoides là một loài thực vật có hoa trong họ Coriariaceae. Loài này được W.R.B.Oliv. mô tả khoa học đầu tiên năm 1942.